# Fylákio
Fylákio, en grec moderne : Φυλάκιο, est un village du dème d'Orestiáda, district régional de l'Évros, en Macédoine-Orientale-et-Thrace, en Grèce. 
La localité appartient au district municipal de Kyprínos. Selon le recensement de 2021, elle compte 635 habitants.